# Behold… The Arctopus
Behold… The Arctopus — группа из Бруклина (Нью-Йорк, США), играющая экспериментальный металл.

## Стиль
Группа Behold… The Arctopus играет инструментальную музыку, основанную как на металле, так и на классической музыке XX века. Помимо обычных электрогитары и ударной установки в их техничном и прогрессивном стиле используется 12-струнная Гитара Уорра, которая охватывает диапазон гитары и бас-гитары и обычно использующаяся для игры тэппингом как одной, так и двумя руками. В композициях Behold… The Arctopus часто звучат диссонансы, полиритмы и джазоподобные элементы.
Музыка этой группы создается под влиянием различных жанров — от хеви-металла, фьюжна до классической музыки. Среди хеви-металл-групп, повлиявших на Behold… The Arctopus, выделяются: Cynic, Ulver, Death, Neurosis, Darkthrone и Meshuggah, Atheist, Voivod и Gorguts. Композиторы Béla Bartók, Luciano Berio, Arnold Schoenberg, и Krzysztof Penderecki также оказали влияние.

## Дискография

### Студийные альбомы
- Skullgrid (2007, CD and vinyl, Black Market Activities)
- Horrorscension (2012, Black Market Activities)

### Мини-альбомы
- Arctopocalypse Now… Warmageddon Later (2003, 3" CD, Self-Released)
- Nano-Nucleonic Cyborg Summoning (2005, CD and vinyl, Troubleman Unlimited, Epicene Sound Systems)

### Сплиты
- Split with Orthrelm (2006, CD and vinyl, Crucial Blast Records, EYEOFSOUND)

### Демо
- We Need a Drummer (2002, digital, MP3.com)

### Видео
- Memphis 3-6-06 (2007, DVD, s.l.a.p.)

## Участники
- Colin Marston — бас-гитара
- Mike Lerner — гитара
- Weasel Walter — ударные

### Бывшие участники
- Charlie Zeleny — ударные